# Урубупунга (водоспад)
Урубупунга (порт. Salto do Urubupunga) — водоспад, що існував на річці Парана на межі штатів Сан-Паулу і Мату-Гросу, Бразилія. Зараз затоплений греблею гідроелектростанції Engenheiro Souza Dias.
Мав висоту 13 м, ширину 2000 м, та середню витрату води 2,75 тис. м³ за секунду.